# ミヤマシラスゲ
ミヤマシラスゲは水辺にはえるスゲ属の植物の一つ。大きく膨らんだ果胞が特徴的である。

## 特徴
ミヤマシラスゲ(Carex conifetiflora Boott)は、単子葉植物カヤツリグサ科スゲ属の植物の一つ。多年生で湿地に群落を形成する。
地下の泥深くに細い匍匐茎を横に走らせ、節ごとに茎を立てるが株立ちにはならない。根出葉は数多く、幅が8-15mmとかなり広い。葉の縁はざらつき、やや硬い。表は鮮やかな黄緑でつやがあり、裏面は白く粉を吹いたようになる。根出葉の基部の鞘は色づかないか淡褐色。
初夏に花茎を直立させる。花茎の途中には1-2枚の葉を出す。小穂は2-6個、先端近くにやや間を開けて着く。頂小穂は雄性で、長さ3-7cm、褐色の棒状で直立する。側小穂は雌性で棒状、長さは3-6cm。多数の雌花を密につける。基部の包は長い葉身が発達し、鞘はほとんどない。
雌花は、未熟な状態では果胞は細く先端がとがって見えるが、成熟に連れて大きく膨らみ始める。それに連れて雌小穂も太くなり、やがて膨らんで互いに密着した果胞が密集したものとなり、その見かけは独特である。なお、果胞の先端は短い嘴となっていてちょっと上に曲がる。鱗片は果胞より短く、始めは果胞を覆うが、それが膨らんでしまうと、その隙間からちらちら見えるだけとなる。果実は果胞よりずっと小さく、断面は三角形。柱頭の基部はやや膨らむ。
また、この種はヤワラスゲなどと同様に、押し葉標本にすると果胞が黒く変色する特徴があるが、乾燥機等で素早く乾かした場合には変色しない場合もあるようである。

## 生育環境
湿地に群棲する。特に山間部の水のわき出るようなところや沢などに大きな群落を作ることがよくある。池の縁に出る場合は水の流入するところに出勝ちで、新鮮な水を好むのかもしれない。名前は深山白菅で、シラスゲに似て山間部に生えるためと思われる。

## 分布
北海道から九州までに分布する。

## 類似種など
名前どおりに全体の感じはシラスゲに似ており、特に穂が膨らむ前はかなり似ている。しかしシラスゲは普通の草地に多く、水浸しの条件に出現することはない。水湿地に出るものとしてはカサスゲとその近縁種があり、これもかなり似ている。こちらはより深い水域にも出現する。また、より背が高くなる。他にも水湿地に出るスゲ類にはやや似たものがある。しかしいずれにしても、大きく膨らむ果胞が独特で、これが確認できれば間違いはない。果胞が大きく膨らむものとしてはゴウソがあるが、こちらは小穂がぶら下がる。
膨らんだ果胞は、水に浮かんで散布されるための適応、と言いたいところであるが、果胞は脱落性でなく、実際にポトリと水面に落ち、という様子は見られない。